# Statuia Lupoaicei din Dej

Statuia Lupoaicei din Dej în 2009, fără Romulus și Remus

Statuia Lupoaicei din Dej este o copie a statuii "Lupa Capitolina" din Roma - simbolul latinității poporului român, dezvelită în 17 septembrie 2004, cu ocazia celei de-a 100 Adunări Generale a Astrei.
Copia fost realizată de sculptorul Vasile Prună și a fost donată orașului de medicul stomatolog Traian Gheorghe Dascăl, care a fost declarat cetățean de onoare al municipiului Dej.
Istoricul Protase, cu care Dascăl se sfătuiește în privința statuilor Lupoaicei pe care le donează (din care a amplasat deja  patru în sate bistrițene), i-a făcut și o inscripție în latină pentru socluri: „HIC EGO SUM SIGNUM LATINITATIS POPULI DACOROMANI QUI PRO AETERNITATE IN DACIA NATUS EST. DACIA ET CARPATHES ITALIA ET ROMA HISPANIA ET GALLIA AETERNO IN ROMANITATE UNITAE” (Eu sunt aici simbolul latinității poporului român, născut pentru eternitate în Dacia. Dacia și Carpații, Italia și Roma, Hispania și Gallia, etern unite în romanitate).
În iulie 2009, au dispărut statuile gemenilor Romulus și Remus de sub monumentul Lupoaicei din localitate. Se presupune că Romulus și Remus au fost rupți de pe soclu de persoane care au vrut să-i vândă la fier vechi. Când au observat că nu sunt fabricați din bronz, ci din praf de marmură, hoții i-au abandonat lângă soclu, de unde au fost recuperați și recondiționați de sculptorul Vasile Prună, cel care a creat statuia.